# Gastón Lezcano
Gastón Adrián Lezcano (San Nicolás de los Arroyos, Provincia de Buenos Aires, Argentina) es un futbolista profesional argentino. Juega como delantero y su equipo actual es Magallanes de la Primera B de Chile.

## Trayectoria

### Inicios
Comenzó su carrera como futbolista en General Lamadrid equipo de Villa Devoto en Buenos Aires en donde llegó el año 2005 haciendo todas las divisiones inferiores en el club y jugando por la reserva sin embargo no debutó en ese momento sino que es enviado a préstamo a Cañuelas Fútbol Club ahí solo jugó 3 partidos y no convirtió goles. Posterior a eso nuevamente es enviado a préstamo esta vez a Club Atlético Barracas Central equipo de la Primera B Metropolitana a pesar de solo jugar 2 partidos tuvo la oportunidad de marcar 3 goles. Finalizado el año 2008 vuelve a cambiar de equipo, esta vez regresa a su club de origen General Lamadrid  de Buenos Aires donde obtendría un histórico título para su club siendo parte importante en su equipo ganando el torneo Primera C del año 2011 es su periplo por la institución es el goleador del equipo lo que llamó la atención de varios clubes.   

### Carrera en el extranjero
El segundo semestre el Santiago Morning de Chile que tenía de técnico a Hernán Godoy lo compra para jugar el torneo de Clausura 2011 juega 12 partidos y marca 2 goles a Santiago Wanderers y Unión San Felipe. El año 2012 parte al 3 de Febrero de Paraguay lo lleva el brasileño Odair dos Santos el equipo recién había ascendido a la Primera División de Paraguay en el club juega 20 partidos y es el goleador del equipo con 11 tantos sin embargo quedarían en el séptimo lugar de la tabla.  
El 2013 regresa a Chile esta vez a Cobreloa bajo las órdenes de Marco Antonio Figueroa sería una de las figuras del equipo en la Copa Sudamericana 2013 incluso marcando un gol a Peñarol en Uruguay. 

### O'Higgins
A mitad del año 2014 vuelve a cambiar de equipo, esta vez ficha por O'Higgins de Rancagua que tenía de técnico al argentino Eduardo Berizzo. Debutó por la celeste en un partido contra Audax Italiano en el Estadio Monumental convirtiendo su primer gol por el equipo en aquel compromiso. A principios de 2014 juega Copa Libertadores y obtendría su segundo título en el profesionalismo la Supercopa de Chile contra Deportes Iquique. 
El 21 de enero de 2017 se confirma su traspaso al Morelia de México.

### Universidad Católica
La noche del domingo 5 de enero de 2020, se confirma el traspaso a Universidad Católica de Chile. En febrero de 2021, celebró su primer título nacional con Universidad Católica al ganar el campeonato Primera División 2020. Con el club también se coronó en 2021 campeón de la Supercopa 2020, la Supercopa 2021 y la Primera División 2021.
Tras dos temporadas en el conjunto cruzado, en enero de 2022 es anunciado como refuerzo de Cobresal de Chile.

## Estadísticas
| club                         | Div           | Temporada     | Liga     | Liga  | Copas nacionales | Copas nacionales | Torneos internacionales | Torneos internacionales | Total    | Total |
| club                         | Div           | Temporada     | Partidos | Goles | Partidos         | Goles            | Partidos                | Goles                   | Partidos | Goles |
| ---------------------------- | ------------- | ------------- | -------- | ----- | ---------------- | ---------------- | ----------------------- | ----------------------- | -------- | ----- |
| Cañuelas F. C. Argentina     | 5.ª           | 2008          | 3        | 0     | —                | —                | —                       | —                       | 3        | 0     |
| Cañuelas F. C. Argentina     | Total club    | Total club    | 3        | 0     | 0                | 0                | —                       | —                       | 3        | 0     |
| Barracas Central Argentina   | 3.ª           | 2009          | 2        | 3     | —                | —                | —                       | —                       | 2        | 3     |
| Barracas Central Argentina   | Total club    | Total club    | 2        | 3     | 0                | 0                | —                       | —                       | 2        | 3     |
| General Lamadrid Argentina   | 4.ª           | 2009-2010     | 12       | 13    | —                | —                | —                       | —                       | 12       | 13    |
| General Lamadrid Argentina   | 4.ª           | 2010-2011     | 10       | 12    | —                | —                | —                       | —                       | 10       | 12    |
| General Lamadrid Argentina   | Total club    | Total club    | 22       | 25    | 0                | 0                | —                       | —                       | 22       | 25    |
| Santiago Morning · Chile     | 1.ª           | 2011          | 12       | 2     | 2                | 1                | —                       | —                       | 14       | 3     |
| Santiago Morning · Chile     | Total club    | Total club    | 12       | 2     | 2                | 1                | —                       | —                       | 14       | 3     |
| 3 de Febrero Paraguay        | 2.ª           | DI-2012       | 20       | 11    | 0                | 0                | —                       | —                       | 20       | 11    |
| 3 de Febrero Paraguay        | Total club    | Total club    | 20       | 11    | 0                | 0                | —                       | —                       | 20       | 11    |
| Cobreloa · Chile             | 1.ª           | 2013          | 8        | 1     | 6                | 2                | —                       | —                       | 14       | 3     |
| Cobreloa · Chile             | 1.ª           | 2013-14       | 9        | 2     | —                | —                | 4                       | 1                       | 13       | 3     |
| Cobreloa · Chile             | Total club    | Total club    | 17       | 3     | 6                | 2                | 4                       | 1                       | 27       | 6     |
| O'Higgins · Chile            | 1.ª           | 2013-14       | 14       | 1     | 2                | 0                | 5                       | 0                       | 21       | 1     |
| O'Higgins · Chile            | 1.ª           | 2014-15       | 29       | 7     | —                | —                | —                       | —                       | 29       | 7     |
| O'Higgins · Chile            | 1.ª           | 2015-16       | 32       | 14    | 8                | 6                | —                       | —                       | 40       | 20    |
| O'Higgins · Chile            | 1.ª           | 2016-17       | 11       | 3     | 4                | 2                | 2                       | 0                       | 17       | 5     |
| O'Higgins · Chile            | Total club    | Total club    | 86       | 24    | 14               | 8                | 7                       | 0                       | 107      | 33    |
| Monarcas Morelia · México    | 1.ª           | 2016-17       | 11       | 2     | 6                | 1                | —                       | —                       | 17       | 3     |
| Monarcas Morelia · México    | 1.ª           | 2017-18       | 30       | 3     | 5                | 1                | —                       | —                       | 35       | 4     |
| Monarcas Morelia · México    | 1.ª           | 2018-19       | 24       | 2     | 7                | 1                | —                       | —                       | 31       | 3     |
| Monarcas Morelia · México    | 1.ª           | 2019-20       | 14       | 2     | —                | —                | —                       | —                       | 14       | 2     |
| Monarcas Morelia · México    | Total club    | Total club    | 79       | 9     | 18               | 3                | —                       | —                       | 97       | 12    |
| Universidad Católica · Chile | 1.ª           | 2020          | 25       | 3     | 2                | 0                | 10                      | 0                       | 36       | 3     |
| Universidad Católica · Chile | 1.ª           | 2021          | 8        | 0     | —                | —                | 2                       | 0                       | 10       | 0     |
| Universidad Católica · Chile | Total club    | Total club    | 33       | 3     | 2                | 0                | 12                      | 0                       | 46       | 3     |
| Cobresal · Chile             | 1.ª           | 2022          | 28       | 15    | 3                | 0                | —                       | —                       | 31       | 15    |
| Cobresal · Chile             | 1.ª           | 2023          | 24       | 10    | 4                | 1                | 1                       | 0                       | 29       | 11    |
| Cobresal · Chile             | 1.ª           | 2024          | 0        | 0     | 0                | 0                | —                       | —                       | 0        | 0     |
| Cobresal · Chile             | Total club    | Total club    | 52       | 25    | 7                | 1                | 1                       | 0                       | 60       | 26    |
| Total carrera                | Total carrera | Total carrera | 327      | 105   | 49               | 15               | 24                      | 1                       | 399      | 121   |
| 1. 2. 3.                     |               |               |          |       |                  |                  |                         |                         |          |       |

## Palmarés

### Títulos nacionales
| Título             | Equipo               | País      | Año     |
| ------------------ | -------------------- | --------- | ------- |
| Primera C          | Lamadrid             | Argentina | 2010/11 |
| Supercopa de Chile | O'Higgins            | Chile     | 2014    |
| Primera División   | Universidad Católica | Chile     | 2020    |
| Supercopa de Chile | Universidad Católica | Chile     | 2020    |
| Supercopa de Chile | Universidad Católica | Chile     | 2021    |
| Primera División   | Universidad Católica | Chile     | 2021    |